# Leguminivora
Genre
Leguminivora est un genre d'insectes lépidoptères de la famille des Tortricidae.

## Liste d'espèces
Selon Catalogue of Life (5 sept. 2013) :
- Leguminivora glycinivorella
- Leguminivora meridiana
- Leguminivora ptychora
- Leguminivora tricentra

Selon NCBI (5 sept. 2013) :
- Leguminivora glycinivorella